# Antyarabizm

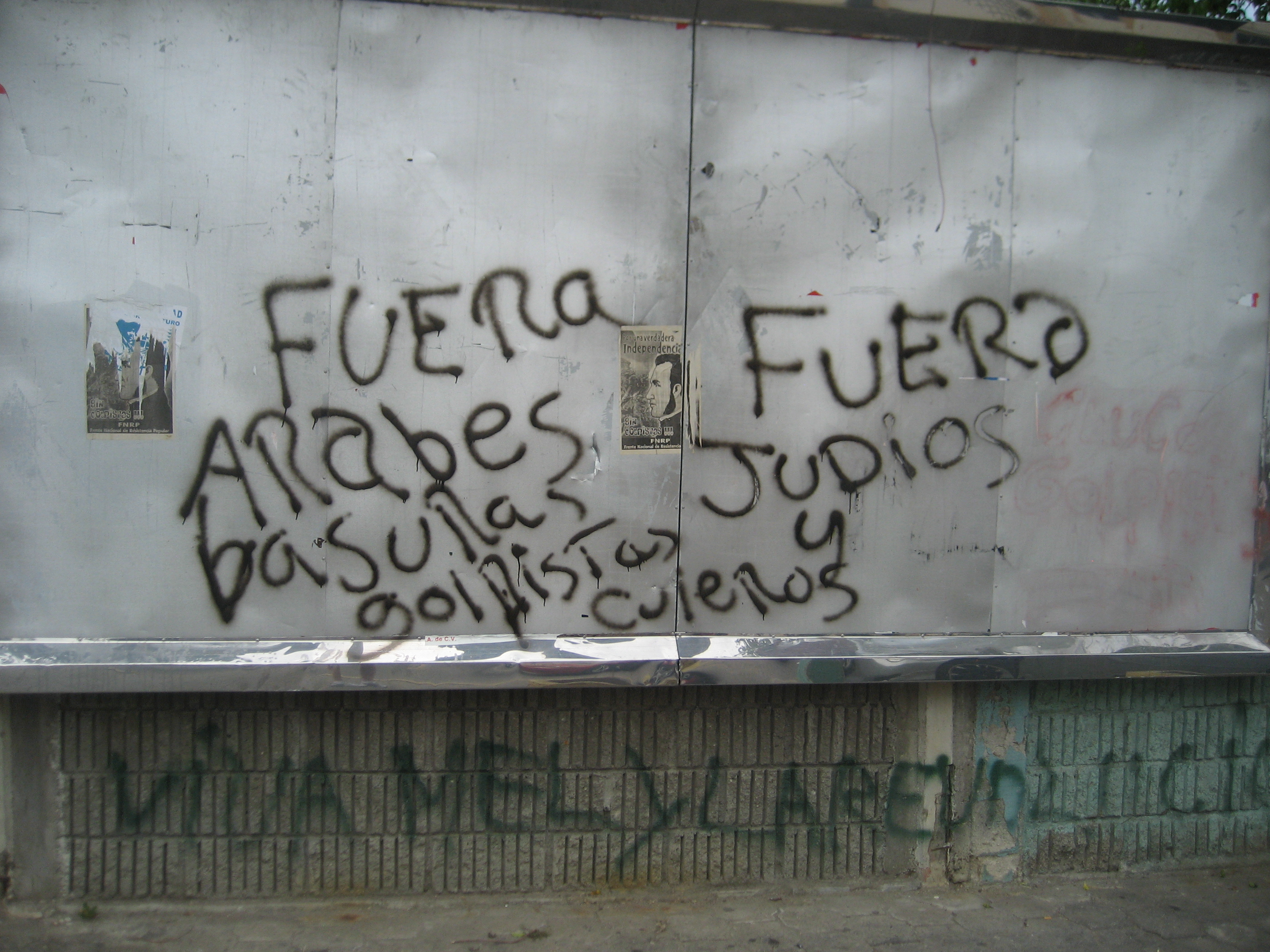
Graffiti w San Pedro Sula nawołujące do wypędzenia Arabów i Żydów

Antyarabizm – uprzedzenie w stosunku do Arabów, czyli grupy etnicznej zamieszkującej głównie kraje arabskie. Niekiedy objawia ono się jako dyskryminacja i agresją. Wiąże się z dążeniem do ograniczenia wpływu Arabów w krajach europejskich i zahamowania imigracji ludności arabskiej do Europy. Narodowodemokratyczna Partia Niemiec jawnie ogłosiła chęć wypędzenia ludności arabskiej z ziem niemieckich.
Ze względu na powszechne praktykowanie islamu wśród ludności arabskiej, antyarabizm jest powszechnie kojarzony z islamofobią, czyli uprzedzeniem do muzułmanów.